# 7449-es mellékút (Magyarország)
A 7449-es számú mellékút egy közel tíz kilométer hosszú, négy számjegyű országos közút Vas vármegyében, az Őrségben. A tájegység két nagyobb forgalmú útvonalát köti össze, többé-kevésbé észak-déli irányban haladva, feltárva közben az azok között meghúzódó két települést is.

## Nyomvonala
A 7411-es útból ágazik ki, annak 18,800-as kilométerszelvénye közelében, Pankasz területén. Dózsa út néven indul északi irányban, a Denke-patak folyásával párhuzamosan, attól néhány méterre keletre. 600 méter után elhagyja a település házait, de még egy kilométeren át pankaszi területen fut, a patak völgyében. 1,7 kilométer után lépi át a község határát, ugyanott a patakvölgy is elkanyarodik nyugat felé.
Kisrákos a következő települése, melynek legdélebbi házait már körülbelül 1,9 kilométer megtétele után eléri; a neve ott Fő út. 2,7 kilométer után kiágazik belőle nyugat felé egy számozatlan önkormányzati út, ez Felsőszer és Fodorszer településrészei felé vezet.
4,9 kilométer után éri el Kisrákos és Viszák határvonalát, ami után egyből viszáki lakott területre ér. Az ötödik kilométerénél beletorkollik délkeleti irányból, Őrimagyarósd felől a 7448-as út, majdnem pontosan 3 kilométer után. A kereszteződéstől a neve itt is Fő út, így halad majdnem a 6. kilométeréig. 7,7 kilométer után lép Ivánc közigazgatási területére, de a település lakott területeit nem érinti. A község belterületétől több kilométerre délre ér véget, belecsatlakozva a 7451-es útba, annak 24,850-es kilométerszelvényénél.
Teljes hossza, az országos közutak térképes nyilvántartását szolgáló kira.gov.hu adatbázisa szerint 9,554 kilométer.

## Története
A Cartographia által 2004-ben kiadott Világatlaszban a Pankasz és Kisrákos közti szakasza még nincs feltüntetve.

## Hídjai
Egyetlen hídját sem tartják számon sem az 1945 előtt épült hidak, sem az 1945 után épült, 10 méternél hosszabb hidak között.